# Вотервілл (Айова)
Вотервілл (англ. Waterville) — місто (англ. city) в США, в окрузі Алламакі штату Айова. Населення — 109 осіб (2020).

## Географія
Вотервілл розташований за координатами 43°12′30″ пн. ш. 91°17′46″ зх. д. / 43.20833° пн. ш. 91.29611° зх. д. (43.208322, -91.296027).  За даними Бюро перепису населення США в 2010 році місто мало площу 1,11 км², уся площа — суходіл.

## Демографія
Згідно з переписом 2010 року, у місті мешкали 144 особи в 59 домогосподарствах у складі 37 родин. Густота населення становила 129 осіб/км².  Було 61 помешкання (55/км²).
Расовий склад населення:
| - 98,6 % — білих - 1,4 % — осіб інших рас |

До двох чи більше рас належало 0,0 %. Частка іспаномовних становила 1,4 % від усіх жителів.
За віковим діапазоном населення розподілялося таким чином: 29,2 % — особи молодші 18 років, 58,3 % — особи у віці 18—64 років, 12,5 % — особи у віці 65 років та старші. Медіана віку мешканця становила 38,0 року. На 100 осіб жіночої статі у місті припадало 125,0 чоловіків;  на 100 жінок у віці від 18 років та старших — 126,7 чоловіків також старших 18 років.
Середній дохід на одне домашнє господарство  становив 78 497 доларів США (медіана — 42 500), а середній дохід на одну сім'ю — 100 850 доларів (медіана — 50 000). Медіана доходів становила 31 250 доларів для чоловіків та 21 000 доларів для жінок. За межею бідності перебувало 26,7 % осіб, у тому числі 44,0 % дітей у віці до 18 років та 12,5 % осіб у віці 65 років та старших.
Цивільне працевлаштоване населення становило 71 осіб. Основні галузі зайнятості: освіта, охорона здоров'я та соціальна допомога — 23,9 %, роздрібна торгівля — 19,7 %, виробництво — 15,5 %.